# 포항세명기독병원
포항세명기독병원은 포항시의 병원이다. 의료법인 한성재단에서 운영한다.

1950년 12월 23일 한국 전쟁에서 막 월남한 월남자인 한영빈 의사가 미군의 지원을 받아 개원하였다. 한영빈 선생은 만주국 용정에서 의대를 졸업해 의사 자격을 얻은 뒤 함흥시에서 진료를 하다가 월남하였고, 서울우석대학교에서 박사 학위를 받았다. 현재 병원은 3남인 한동선이 경영중이다.

## 관계 병원
의료법인 한성재단은 타 지역에도 병원을 경영하고 있다.